# 680-as évek
Évszázadok: 6. század – 7. század – 8. század
Évtizedek: 630-as évek – 640-es évek – 650-es évek – 660-as évek – 670-es évek – 680-as évek – 690-es évek – 700-as évek – 710-es évek – 720-as évek – 730-as évek
Évek: 680 681 682 683 684 685 686 687 688 689

## Események
- 680. május 6. – I. Jazíd kalifa trónra lép Damaszkuszban
- 680. október 10. – Huszajn imám és családja lemészárlása a kerbelai csatában
- 680. november 7. – Összeül a III. konstantinápolyi zsinat, ahol Honoriusz pápát eretneknek minősítik, és kiközösítik az egyházból.
- 681. augusztus 9. – Befejeződik a bolgárok harca Bizánci Birodalommal. A békekötés napja egyben Bulgária születése is.